# Emory Johnson
Emory Johnson (16 de marzo de 1894 – 18 de abril de 1960) fue un actor y director cinematográfico de nacionalidad estadounidense, activo en la época del cine mudo.

## Biografía
Su nombre completo era Alfred Emory Johnson, y nació en San Francisco, California. 
Como cineasta, destaca su actuación en 1921 en The Sea Lion y Prisoners of Love, y su dirección en 1926 de la producción muda Fourth Commandment.
Estuvo casado con la actriz Ella Hall, con la que tuvo dos hijos, la futura actriz de serie B Ellen Hall y un hijo, Richard Emory, que también tendría una carrera interpretativa, aunque más breve.
Emory Johnson falleció en 1960 en San Mateo, California, a causa de las quemaduras sufridas en el incendio de su vivienda. Fue enterrado en el Cementerio Forest Lawn Memorial Park, en Glendale (California).

## Selección de su filmografía

### Actor
- 1913 : Hard Luck Bill
- 1916 : Her Soul's Song, de Lloyd B. Carleton
- 1916 : The Way of the World, de Lloyd B. Carleton
- 1918 : Johanna Enlists, de William Desmond Taylor
- 1918 : The Ghost Flower, de Frank Borzage

### Director
- 1922 : In the Name of the Law
- 1922 : The Third Alarm

### Guionista
- 1926 : Fourth Commandment
- 1932 : The Phantom Express

### Productor
- 1922 : The Third Alarm
- 1932 : The Phantom Express